# Bruno Petković
Bruno Petković, né le 16 septembre 1994 à Metković (Croatie), est un footballeur international croate qui évolue au poste d'avant-centre à Kocaelispor.

## Début de carrière
Petković est né à Metković, en Croatie. Son père Jakov Petković est originaire de Metković et sa mère Ruža Nižić est une Croate de Herzégovine de Crveni Grm près de Ljubuški. Ses idoles footballistiques d'enfance étaient Ronaldo et Zlatan Ibrahimović.
Il commence sa carrière de jeunesse avec les clubs de sa ville natale, ONK Metković et NK Neretva, avant de rejoindre le Dinamo Zagreb en 2007. Il reste là-bas jusqu'au 4 septembre 2009, date à laquelle il est transféré dans l'académie de jeunes de NK Zagreb, un club rival de la ville. Au cours des deux saisons suivantes, il représente le NK HAŠK (2010–11) et le Hrvatski Dragovoljac (2011–12), avant son transfert en Italie, au sein du club de Serie A, Catania.

## Carrière en club

### Calcio Catania
Le 27 août 2012, Petković rejoint officiellement le Calcio Catania. Le montant du transfert n'est pas divulgué, mais Petković est directement intégré à l'académie de jeunes du club après son arrivée. Sa première convocation en équipe première arrive le 27 janvier 2013, lors d'une victoire à domicile 2–1 contre la Fiorentina en championnat. Sa première apparition en championnat a lieu lors de la dernière journée de la campagne 2012–2013 de Serie A, lorsqu'il entre en jeu à la 89e minute d'un match nul 2–2 à l'extérieur contre Torino. Avant la saison 2013-2014, Petković est officiellement promu en équipe première et se voit attribuer le maillot numéro 32.

### Trapani et Bologne
En janvier 2016, Petković rejoint le côté de la Serie B Trapani. Il a marque sept buts lors de la deuxième partie de la saison de Serie B, alors que l'équipe sicilienne réussit presque à accéder à la Serie A, échouant uniquement dans le match de barrage final contre Pescara. La saison suivante, il marque trois buts lors de la première partie de la saison 2016–2017 de Serie B. Le 12 janvier 2017, Petković est acheté par l'équipe de la Serie A Bologne pour 1,2 million d'euros. Il dispute un total de 21 matchs de Serie A pour l'équipe avant d'être prêté à Hellas Vérone le 11 janvier 2018.

### Dinamo Zagreb

#### Saison 2018-2019
Le 6 août 2018, il rejoint le Dinamo Zagreb en prêt pour une saison, avec une obligation pour Dinamo de racheter son contrat à la fin du prêt si certaines conditions sont remplies. Le 25 août, il marque son premier but pour le Dinamo lors d'une victoire à domicile 1-0 contre Lokomotiva. Au fil de la saison, Petković devient  de plus en plus important pour l'équipe et joue un rôle majeur lors du pic de la saison du Dinamo Zagreb, lors du match à domicile des huitièmes de finale de la 2018–2919 UEFA Europa League contre Viktoria Plzeň, où il offre la passe décisive pour le premier but et marque le troisième lors de la victoire 3-0. Lors du match à domicile des seizièmes de finale contre Benfica, il marque le seul but de la victoire 1-0. Cependant, Benfica revient en battant le Dinamo 3-0 à l'Estádio da Luz après prolongation. Il termine sa première saison au club avec 11 buts et 5 passes décisives en 37 matchs toutes compétitions confondues.

#### Saison 2019-2020
Petković joue un rôle essentiel dans la campagne de qualification réussie du Dinamo Zagreb pour la Ligue des champions, marquant quatre buts contre Saburtalo Tbilisi à domicile et à l'extérieur, Ferencváros à l'extérieur et Rosenborg à domicile. Ses performances lui valent un nouveau contrat avec Dinamo, signé le 13 septembre 2019, qui le lie au club jusqu'en 2024.
Il fait ses débuts en Ligue des champions le 18 septembre 2019 lors d'une victoire à domicile 4-0 contre Atalanta et marque son premier but le 6 novembre lors d'un match nul 3-3 à domicile contre Shakhtar Donetsk.
Le 17 juin 2020, il marque un but dans les dernières minutes lors d'une victoire à domicile 3-2 contre Slaven Belupo, le premier match à domicile du nouveau coach de Dinamo, Igor Jovićević. Le 27 juin, il subit une blessure lors d'un match nul 0-0 avec Osijek qui l'écarte pour le reste de la saison.

#### Saison 2020-2021
Après avoir manqué le premier match de la saison du Dinamo contre Lokomotiva en raison de sa blessure, Petković revient le 21 août pour un match contre Istra 1961, entrant en jeu depuis le banc et marquant le seul but de la victoire 1-0. Au cours de la saison, Petković fait l'objet de critiques de la part des médias et des supporters en raison de son manque de régularité et de sa mauvaise forme. Cependant, le 18 février 2021, lors des huitièmes de finale de la Ligue Europa, il inscrit un doublé et offre une passe préliminaire à Luka Ivanušec pour le troisième but de Iyayi Atiemwen alors que Dinamo s'impose 3-2 à l'extérieur contre Krasnodar.

#### Saison 2021-2022
Le 30 septembre 2021, il marque deux buts sur penalty lors d'une victoire à l'extérieur 3-0 contre Genk en Ligue Europa.

#### Saison 2022-2023
Le 2 novembre 2022, il marque un but lors d'une défaite 2-1 à l'extérieur contre Chelsea en Ligue des champions.

## Carrière internationale
Au niveau des équipes de jeunes, il n'est sélectionné qu'une seule fois pour les moins de 21 ans de la Croatie U21 lors d'un match contre le Liechtenstein le 13 août 2013, marquant un but dans la victoire 5-0.
Le 11 mars 2019, il reçoit sa première convocation en équipe nationale senior de la Croatie en remplacement du blessé Marko Pjaca. Il fait ses débuts le 21 mars 2019 lors d'un match de qualification pour l'Euro 2020 contre l'Azerbaïdjan. Il marque son premier but en équipe nationale le 11 juin lors d'une défaite amicale contre la Tunisie.
Il se révèle être un élément clé de la campagne de qualification réussie de la Croatie pour l'UEFA Euro 2020, marquant quatre buts et délivrant une passe décisive. Il termine les qualifications en tant que meilleur buteur du groupe. Cependant, après le report du tournoi en raison de la pandémie de COVID-19, Petković est vivement critiqué pour son inefficacité en équipe nationale lors de la décevante campagne de la Croatie en Ligue des nations 2020–2021 où ils ne réussissent à remporter que trois points en six matchs. 
Lors des quarts de finale de la Coupe du monde 2022 le 9 décembre, Petković marque le but égalisateur contre le Brésil, ce qui conduit le match aux tirs au but. C'est son premier but pour la Croatie après 17 sélections et plus de deux ans. La Croatie remporte la séance de tirs au but et se qualifie pour les demi-finales pour la troisième fois de leur histoire. 
Le 20 mai 2024, il figure dans la liste des 26 joueurs croates retenus par Zlatko Dalić pour participer à l'Euro 2024. 

## Vie personnelle
Le 3 avril 2021, Petković et sa partenaire Iva Šarić deviennent les parents d'un petit garçon, qu'ils prénomment Adrian.
Petković est un joueur d'échecs amateur actif et participe régulièrement à des tournois d'échecs humanitaires organisés par le grand maître d'échecs croate et vice-président de l'Union européenne des échecs, Alojzije Janković.

## Palmarès

### En club
| Dinamo Zagreb - Championnat de Croatie (5) - Champion en 2019, 2020, 2021, 2022 et 2023 - Supercoupe de Croatie (2) - Vainqueur en 2019 (en) et 2022 (en) - Coupe de Croatie (1) - Vainqueur en 2021 (en) |

### En sélection
| Croatie - Ligue des nations de l'UEFA - Finaliste en 2023 |